# Pfarrkirche Pörtschach am Berg

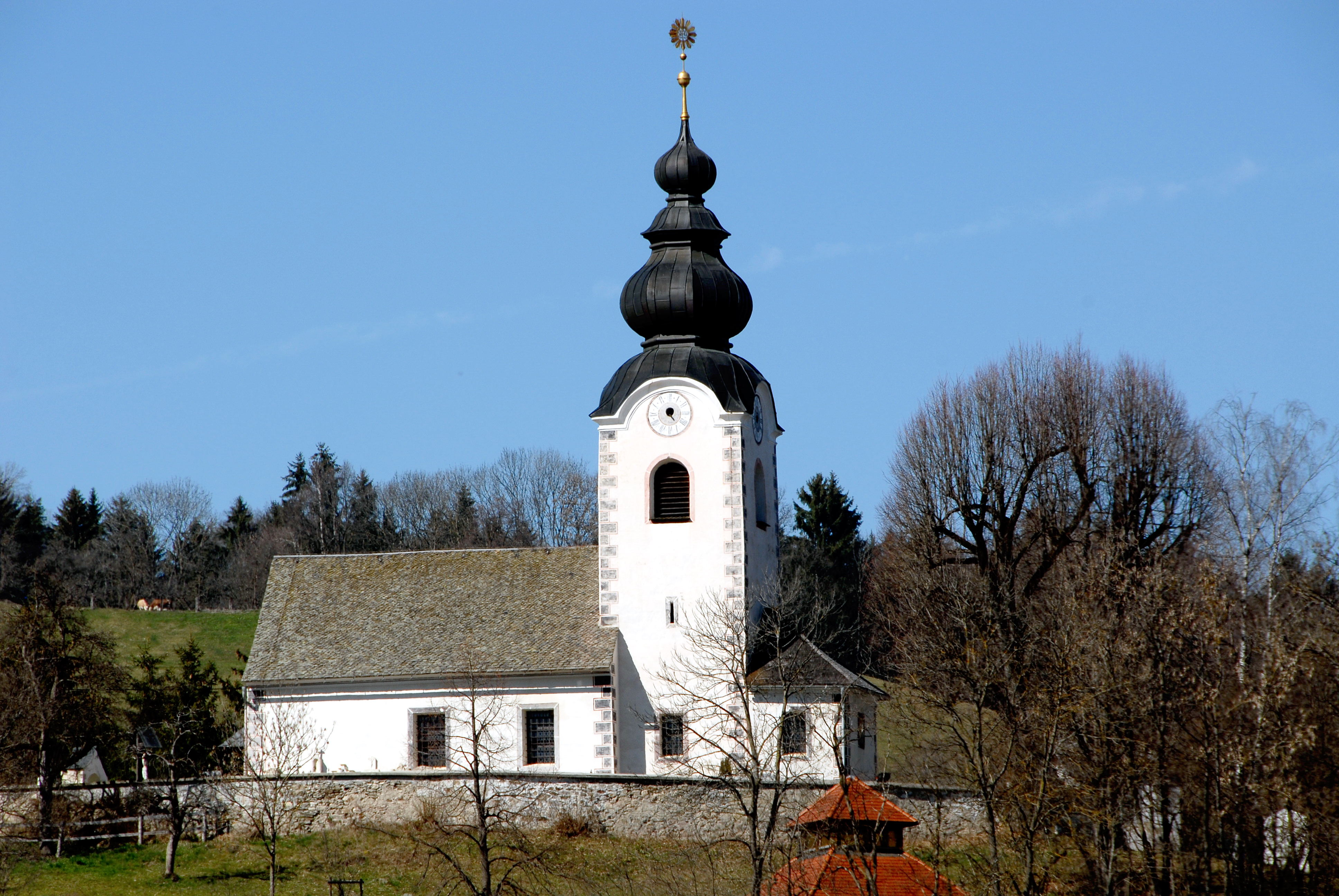
Außenansicht

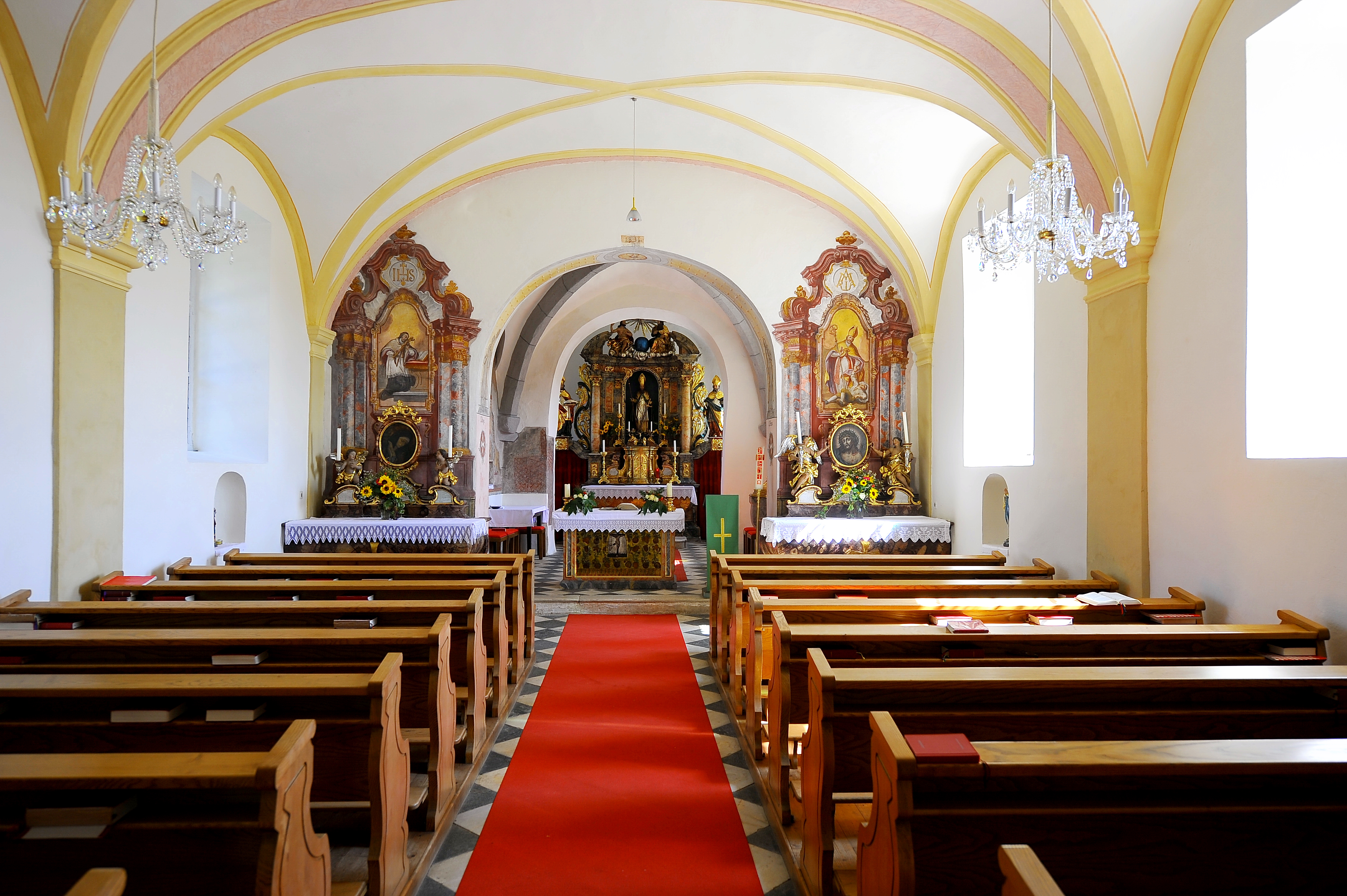
Innenansicht

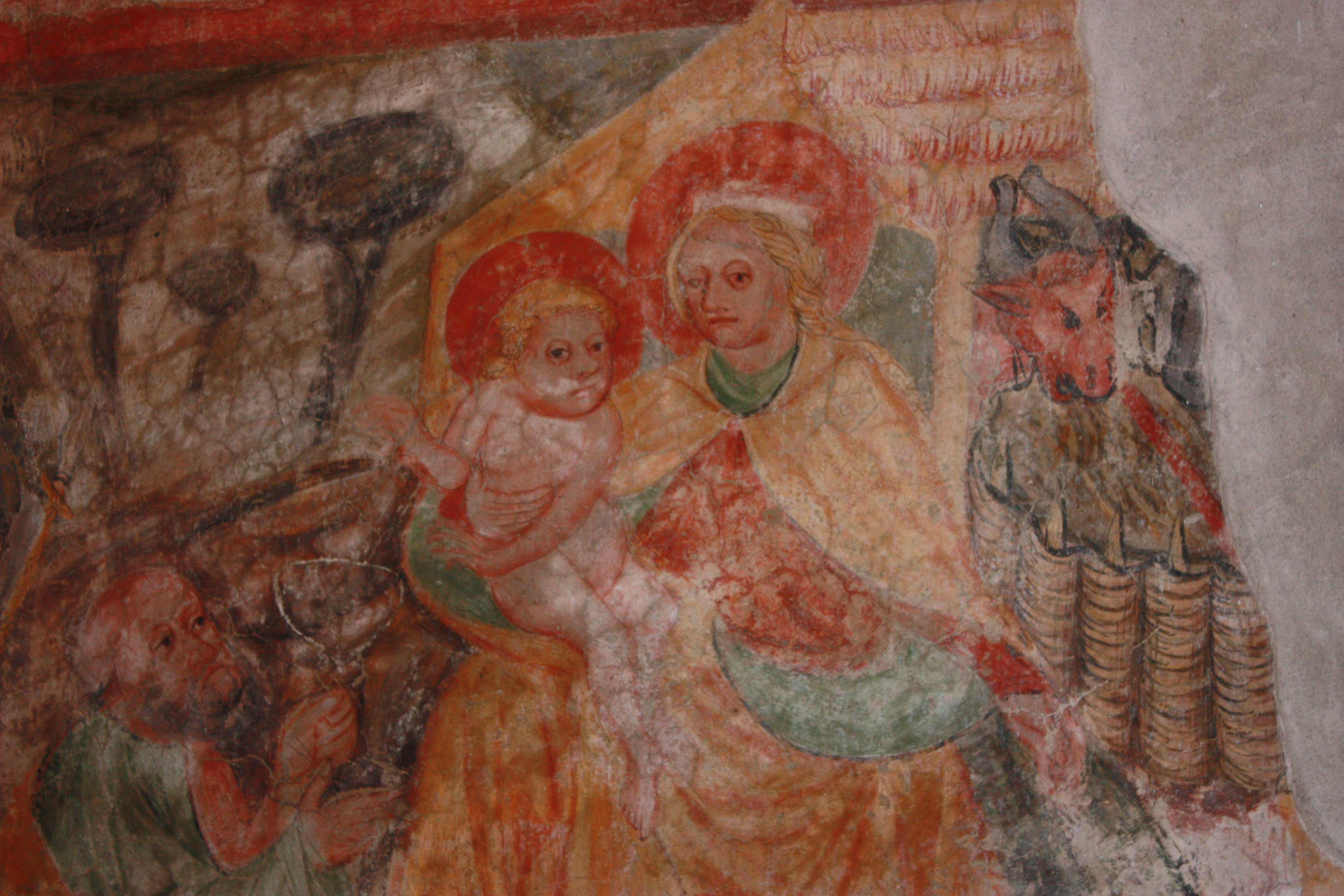
Fresko: Anbetung des Kindes

Die Pfarrkirche Pörtschach am Berg ist dem heiligen Lambert geweiht. Sie ist erhöht auf einem Hügel in Pörtschach am Berg am östlichen Ausläufer des Ulrichsberg in der Gemeinde Maria Saal gelegen. In ihr wird im Rahmen des Vierbergelaufes die zweite Messe gefeiert. Zur Pfarre gehört auch die Filialkirche Möderndorf.

## Geschichte
Die Kirche wurde von Herzog Otto von Kärnten zwischen 978 und 983 gestiftet und war ursprünglich für ein Kloster geplant, welches im Jahre 983 auch von Kaiser Otto II. mit Gütern am Ulrichsberg und an der Glan ausgestattet wurde. Wegen des frühen Todes des Herzogs und des Einspruchs des Salzburger Erzbischofs kam das Kloster nie zustande. Erst 1799 wurde Pörtschach zur Kuratspfarre erhoben. 1963 wurde die Kirche innen restauriert.

## Bauwerk
Bei dieser ehemaligen Wehrkirche, die von einem Friedhof umgeben ist, handelt es sich um eine barockisierte romanische Chorturmkirche. Der gedrungene Ostturm mit rundbogigen Schallfenstern ist mit einer barocken Zwiebelhaube bekrönt. Die Glocke wurde von Mathias Landsmann 1694 gegossen. Der Chor mit geradem Schluss wurde wahrscheinlich im 16. Jahrhundert errichtet. Die spätgotische Sakristei mit darunter liegender Beinkammer fügt sich an die Nordseite des Turmes an und wurde wie auch das Langhaus in der Barockzeit verändert. Das Langhaus ist mit Steinplattln gedeckt. Betreten wird die Kirche durch ein einfaches überdachtes Westportal mit geradem Sturz. An der Südseite sind römerzeitliche Grabsteine angebracht, darunter eine Dienerindarstellung und Grabinschriften für Vercaius, Agisia, Quartus und für Verus.
Über dem dreijochigen Langhaus erstreckt sich ein barockes Stichkappengewölbe, welches auf flachen Wandpilastern ruht. Die gemauerte Westempore steht auf zwei Steinsäulen. Das Turmquadrat besitzt ein derbes Kreuzrippengewölbe, das wahrscheinlich in der zweiten Hälfte des 15. Jahrhunderts entstand, der Chor ein Tonnengewölbe und einen flachen Halbkreisschluss. Vom Turmquadrat führt ein spätgotisches Portal in die zweijochige, kreuzgratgewölbte Sakristei. In die Chorsüdwand ist eine Lavabonische mit Steinmetzzeichen eingelassen. An der Südseite des Chorquadrates steht ein spätgotischer achteckiger Taufstein.

## Fresken
1963 wurden an der Nordwand des Turmquadrates Fresken aus der Zeit um 1400 freigelegt. Durch Umbauten im Laufe der Zeit sind sie fragmentiert. Oberhalb sind Maria mit Kind, eine Ölbergszene, die Kreuzigung und die Auferstehung Christi dargestellt, darunter die Anbetung des Kindes. 1983 erfolgte die Freilegung eines klassizistischen Triumphbogenfreskos, sowie barocke Malereien an der Triumphbogenlaibung. Diese zeigen die Heiligen Bruno und Hugo.

## Einrichtung
Der Hochaltar mit gesprengtem Segmentgiebel entstand um 1725. In der Mittelnische steht die Statue des heiligen Lambert, über den Opfergangsportalen die der Heiligen Ulrich und Blasius. Im Aufsatz ist die Heilige Dreifaltigkeit dargestellt.
Die beiden Seitenaltäre aus dem dritten Viertel des 18. Jahrhunderts mit gemalter Scheinarchitektur zeigen an den Wandbildern die Heiligen Franz Xaver und Valentin. Darunter hängen zwischen je zwei Leuchterengeln in barocken Ovalrahmen ein Bild der schmerzhaften Madonna und ein Heilig-Haupt-Bild.

## Pfarrhof
Der eingeschoßige Pfarrhof mit mächtigem Walmdach wurde im 17. Jahrhundert errichtet.

## Kreuzwegstationen
Am Hang zwischen Pfarrhof und Kirche stehen steil in den Hang gestellte barocke Bildstöcke. Diese wurden 1982 bis 1983 von Heinz Möseneder mit Schülern des Bundesgymnasiums Tanzenberg künstlerisch gestaltet. Die Auferstehungsdarstellung über dem Friedhofstor stammt von Heinz Möseneder persönlich und wurde 2009 vergoldet.